# Richia chabaudana
Richia chabaudana är en fjärilsart som beskrevs av Dyar 1914. Richia chabaudana ingår i släktet Richia och familjen nattflyn. Inga underarter finns listade.